# Drimys roraimensis
Drimys roraimensis är en tvåhjärtbladig växtart som först beskrevs av A.C. Smith, och fick sitt nu gällande namn av F. Ehrendorfer, I.Silberbauer-gottsberger och G. Gottsberger. Drimys roraimensis ingår i släktet Drimys och familjen Winteraceae. Inga underarter finns listade.